# Kossoumeer
Het Kossoumeer (Frans: Lac de Kossou) is een stuwmeer in het centrum van Ivoorkust, ten noordwesten van de hoofdstad Yamoussoukro. Het is het grootste meer van het land met een maximale oppervlakte van 1.855 km². Het meer ontstond in 1973 door het afdammen van de (Witte) Bandama.
Het meer en de dam werden genoemd naar de Baule-nederzetting Kossou.
Het meer is economisch belangrijk voor elektriciteitsvoorziening en voor de visvangst. Er is ook scheepvaart op het meer.

## Kossoudam
Met de bouw van de dam werd begonnen in 1971. Dit gebeurde met steun van de Verenigde Naties. De dam werd gebouwd noordelijk van de plaats waar de Marahoué in de Bandama stroomt. Voor de bouw van de dam, bestaande uit aarde en steenpuin, moesten de huizen van 75.000 mensen wijken. De elektriciteitscentrale van de dam levert 174 megawatt stroom.

## Natuur
In het meer leven nijlpaarden.